# Ryf Coiffeur

Logo

Die Ryf Coiffeur GmbH ist ein Friseurunternehmen mit Sitz in Hamburg. Das Unternehmen betreibt etwa 70 Salons in Deutschland und in der Schweiz. Der Jahresumsatz betrug im Jahr 2021 etwa 20 Millionen Euro. Die Salonmarke des Unternehmens ist „Ryf of Switzerland“, die Firmenzentrale befindet sich in Hamburg. Die flache Hierarchie des Unternehmens besteht aus den drei Geschäftsführern, vier Vertriebsleitern sowie den einzelnen Salonleitungen und den weiteren Friseuren. Motto des Unternehmens ist: „Friseur von Herzen“. Das Ausbildungskonzept des Unternehmens wurde bereits mehrfach von der Friseurinnung in Hamburg ausgezeichnet. Im Jahr 2019 wurde Ryf von der Deutschen Gesellschaft für Verbraucherstudien als "Deutschlands bester Friseurfilialist" ausgezeichnet.
Gegründet wurde Ryf Coiffeur 1943 von Albert Ryf in Luzern (Schweiz). 1984 übernahmen die Brüder Frank und Rolf Breckwoldt – Urenkel von dem Parfüm- und Feinseifenfabrikanten Georg Dralle – die Salons und bauten das Friseurgeschäft ab 1986 weiter in Deutschland aus. Im Jahr 2014 hatte die Ryf Coiffeur GmbH circa 700 Mitarbeiter und etwa 100 Salons in der Schweiz und Deutschland. Im Jahr 2021 waren noch knapp 500 Mitarbeiter in 73 Salons beschäftigt, 20 davon befanden sich im Großraum Hamburg.